# História da Liga Nacional de Hóquei (1917–1942)

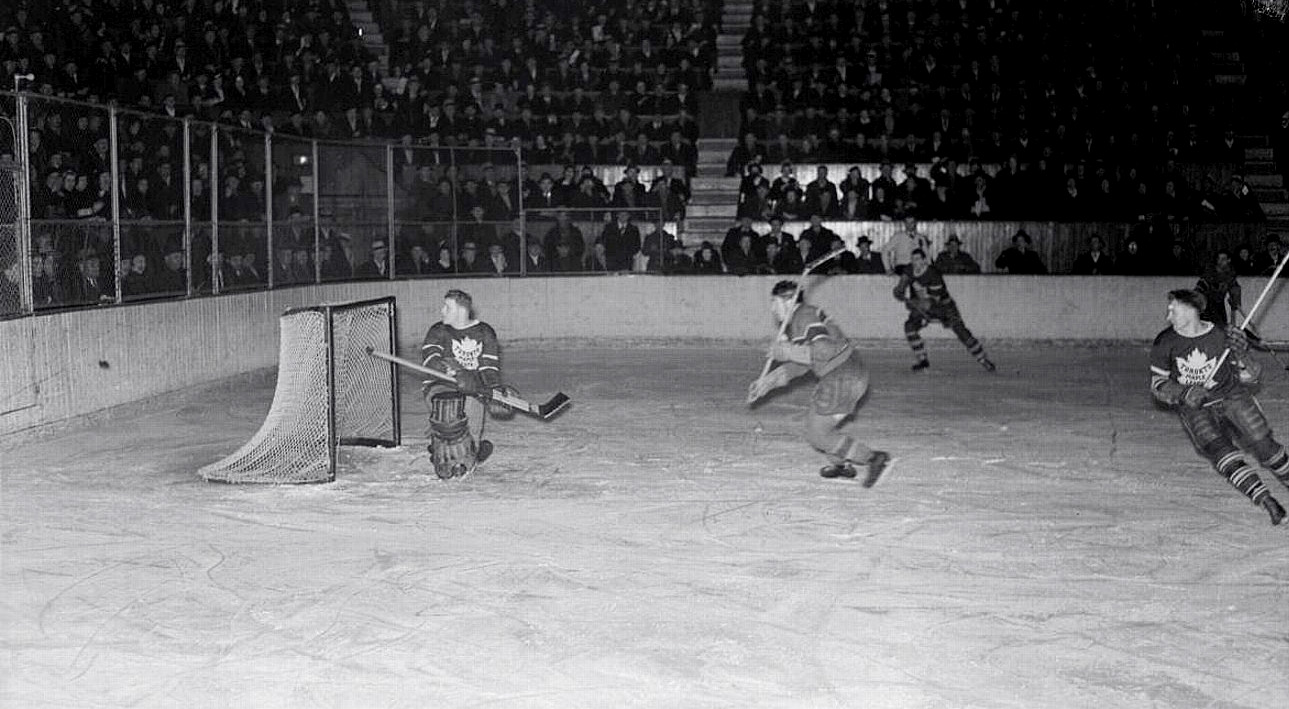
O Montreal Canadiens recebe o Toronto Maple Leafs em 1938

A Liga Nacional de Hóquei (NHL - National Hockey League) foi fundada em 1917 após o fim de sua liga antecessora, a Associação Nacional De Hóquei (NHA - National Hockey Association). Em um esforço para remover Eddie Livingstone como proprietário do Toronto Blueshirts, a maioria das franquias da NHA (o Montreal Canadiens, o Montreal Wanderers, o Ottawa Senators e o Bulldogs Quebec) suspendeu a NHA e formou a nova NHL. O Quebec Bulldogs, embora fosse membro, não atuou na NHL nos primeiros dois anos. Em vez disso, os proprietários do Arena Gardens geriram uma nova franquia de Toronto. Embora a NHL tivesse sido concebida como uma medida temporária, a disputa contínua com Livingstone levou os quatro proprietários da NHA a se reunirem e a tornar a suspensão da NHA permanente um ano depois.
No primeiro quarto de século da NHL, a liga competiu contra duas grandes rivais, a Associação de Hóquei da Costa Pacífica (PCHA - Pacific Coast Hockey Association) e a Liga de Hóquei do Canadá Ocidental (WCHL - Western Canada Hockey League), por jogadores e pela Copa Stanley (Stanley Cup). A NHL se expandiu pela primeira vez para os Estados Unidos em 1924 com a fundação do Boston Bruins, e em 1926 contava com dez equipes em Ontário, Quebec, região dos Grandes Lagos e Nordeste dos Estados Unidos. Ao mesmo tempo, a NHL se consolidou como a única grande liga e a única competidora da Copa Stanley.
O jogo continuou a evoluir em si durante este tempo. Inúmeras inovações nas regras e equipamentos foram apresentadas, à medida que a NHL buscava melhorar o fluxo do jogo e tornar o esporte mais amigável aos fãs. A NHL jogou com seis homens de cada lado, em vez dos tradicionais sete, e foi uma das primeiras ligas a permitir que os goleiros usassem as mãos para fazer defesas. A presença da NHL espalhou-se pelo Canadá, uma vez que as transmissões de rádio de Foster Hewitt passaram a ser ouvidas de costa a costa a partir de 1933.
O Montreal Forum e o Maple Leaf Gardens foram construídos, e cada um foi palco dos jogos beneficentes All-Star realizados para angariar fundos em apoio a Ace Bailey e a família de Howie Morenz em Toronto e Montreal, respectivamente. As carreiras de ambos os jogadores tinham terminado devido a um incidente no gelo, com Morenz eventualmente morrendo um mês após ter sofrido sua lesão inicial. Esses primeiros jogos All-Star da NHL dariam origem aos jogos All-Star anuais que se mantêm até hoje.
A Grande Depressão e a Segunda Guerra Mundial reduziram a liga para seis equipes em 1942. A equipe fundadora, Ottawa, e as equipes de expansão New York Americans, Montreal Maroons e Pittsburgh Pirates/Philadelphia Quakers desapareceram de cena. A equipe de expansão Detroit Falcons declarou falência em 1932 e só sobreviveu graças a uma fusão com o Chicago Shamrocks da Liga de Hóquei Americano (AHL - American Hockey League), e aos bolsos do próspero proprietário James Norris, tornando-se o Detroit Red Wings. A condições desesperadoras em Montreal fizeram com que a cidade quase perdesse ambas as equipes na década de 1930; os Canadiens quase se mudaram para Cleveland, mas sobreviveram devido ao forte apoio de seus fãs. As seis equipes continuaram de pé em 1942 (Boston Bruins, Chicago Black Hawks, Detroit Red Wings, Montreal Canadiens, New York Rangers e Toronto Maple Leafs) são conhecidas hoje como os "Seis Originais" ("Original Six").

## Contexto histórico

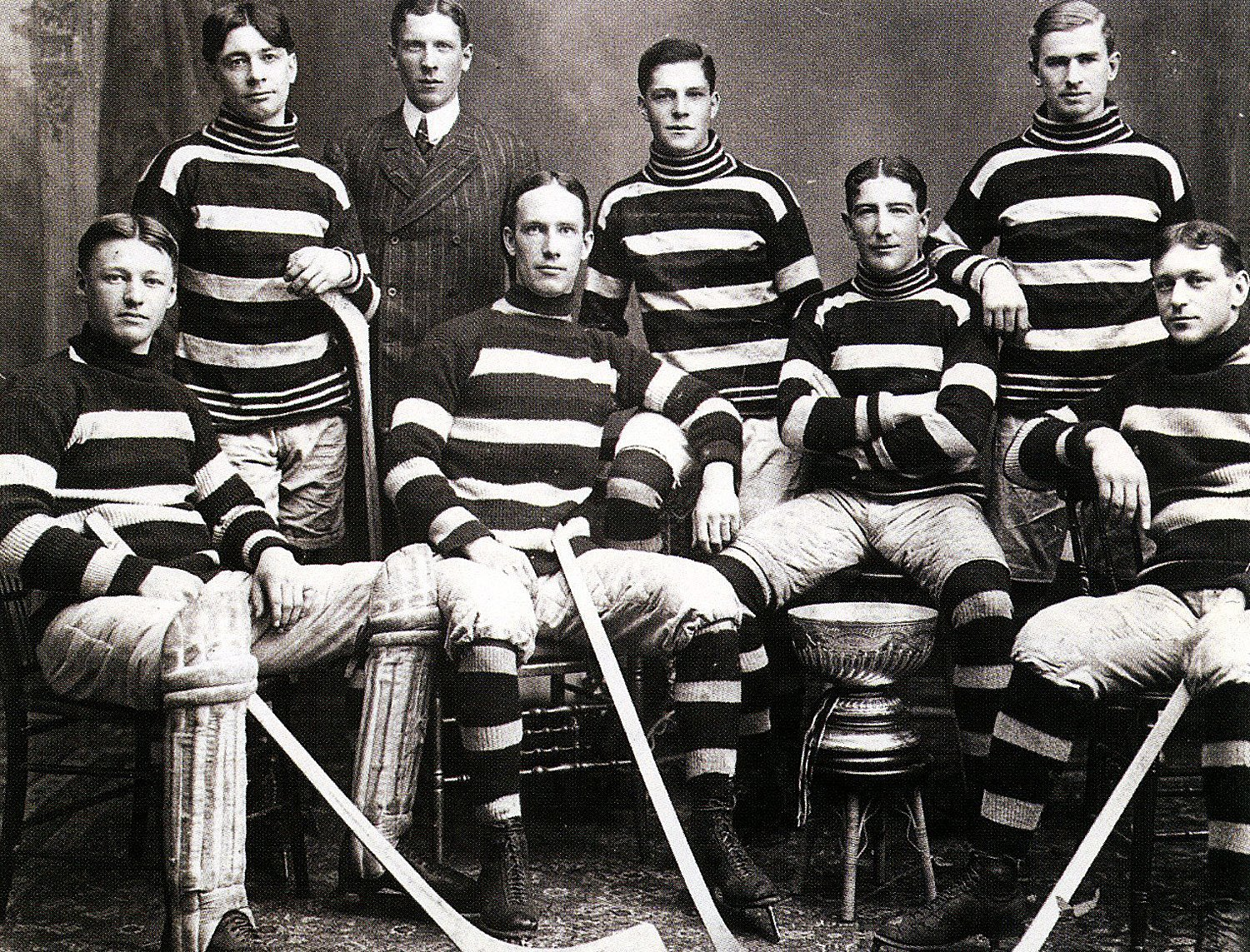
A equipe Ottawa Hockey Club, apelidada de "Silver Seven" na época, com a Taça Stanley em 1905

As primeiras tentativas de regulamentar as partidas competitivas de hóquei no gelo surgiram no final da década de 1880. Antes disso, as equipes competiam em torneios e competições de desafio esporádicos que prevaleciam no mundo esportivo canadense daquela época. Em 1887, quatro clubes de Montreal (os Montreals, os Crystals, os Victorias e a McGill University), bem como o Ottawa HC, formaram a Associação de Hóquei Amador do Canadá (AHAC - Amateur Hockey Association of Canada) e desenvolveram um cronograma estruturado. Lord Stanley doou a Taça Stanley e nomeou o xerife John Sweetland e Philip Dansken Ross como seus conselheiros; eles escolheram concedê-la à melhor equipe da AHAC, ou qualquer equipe pré-aprovada que a conquistasse em desafio. Como a Taça carregava ares de nobreza, seu prestígio beneficiou muito a AHAC.
A coordenação e a programação regularizada que a AHAC trouxe ajudaram a comercializar o hóquei no gelo amador, o que ia contra o espírito da ética amadora predominante. À medida que a vitória tornava-se cada vez mais relevante, os clubes da AHAC começaram a recrutar jogadores de fora, tornando mais clara a desigualdade técnica entre as equipes da AHAC e as de outras ligas. Uma vez que os proprietários dos times da AHAC queriam proteger a Copa Stanley e manter a honra da organização, e os proprietários das pistas de gelo queriam o hóquei sênior como sua atração principal, os clubes da AHAC tornaram-se cada vez mais relutantes em admitir novas equipes na liga e na série sênior. Quando o relativamente fraco Ottawa Capitals foi admitido em 1898, os cinco clubes originais se retiraram do AHAC para formar a nova Liga Canadense de Hóquei Amador (CAHL - Canadian Amateur Hockey League). Em 1903, quatro novas equipes criaram a Liga Federal de Hóquei Amador (FAHL - Federal Amateur Hockey League) e no seguinte, em 1904, foi também criada a Liga Internacional de Hóquei (IHL - International Hockey League), sediada simultaneamente em Sault Ste. Marie, na Península Superior de Michigan, e em Pitsburgo na Pensilvânia, concebida como a primeira liga totalmente profissional. A capacidade da IHL de pagar salários provocou uma "guerra atlética" caracterizada pela fuga de jogadores de topo dos clubes amadores, fato que ficou muito evidente na Associação de Hóquei de Ontário (OHA - Ontario Hockey Association).
Na temporada 1905-06, diversos pontos comerciais da FAHL e da CAHL estavam superlotados; só Montreal tinha sete clubes. Para resolver o problema, as ligas se fundiram em uma nova Associação De Hóquei Amador Do Leste Do Canadá (ECAHA - Eastern Canada Amateur Hockey Association), que manteve quatro dos clubes de Montreal. A nova liga misturava jogadores remunerados e amadores em suas listas, o que levou ao fim da IHL. Com o fim da IHL, equipes de Toronto, Berlim (agora Kitchener), Brantford, e Guelph preencheram o vazio com a Liga de Hóquei Profissional de Ontário (OPHL - Ontario Professional Hockey League). As guerras de lances por jogadores levaram muitas equipes da ECAHA a perder dinheiro e, antes da temporada 1907-08, o Montreal Victorias e o Montreal HC deixaram a liga. A ECAHA retirou "Amador " de seu nome para a temporada de 1909 e, em 25 de novembro, se desfez. Ottawa HC, Quebec HC e Montreal Shamrocks fundaram a Associação de Hóquei Canadense (CHA - Canadian Hockey Association), e a liga mais tarde admitiu o Montreal Le National e o All-Montreal HC. Os candidatos rejeitados pela CHA formaram a Associação Nacional De Hóquei (NHA - National Hockey Associaton).
Quando comparada à CHA, as distâncias geográficas entre as equipes da NHA eram muito maiores; no entanto, os patrocinadores financeiros da NHA eram empresários mais notórios. Esses empresários aplicaram princípios financeiros semelhantes aos primórdios do beisebol, o que rapidamente levou as ligas a entrarem em uma amarga guerra de lances pelos jogadores. Sobretudo Renfrew, que após ter sido rejeitado pela CHA, passou a perseguir agressivamente qualquer jogador que o clube da CHA de Ottawa quisesse. Montreal tornou-se um notável campo de batalha depois da NHA ter estabelecido notável duas franquias, incluindo a ainda atual Montreal Canadiens. Com os seus patrocinadores significativamente mais ricos, a NHA recrutava facilmente os melhores jogadores, deixando as equipes do CHA, exceto Ottawa, relativamente medíocres. Ottawa vencia seus adversários regularmente, levando a cair seu comparecimento e interesse pela liga. A temporada final da CHA durou oito jogos, e a liga se desfez em 1910, quando seus clubes de Ottawa e Montreal entraram para a NHA.

## Fundação

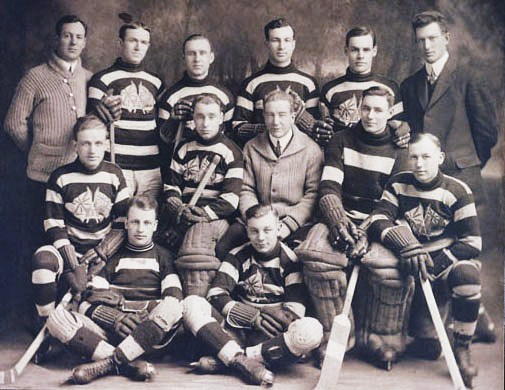
O Ottawa Senators, retratado em 1914–15, tornou-se membro fundador da National Hockey League

Na temporada de 1916–17, a NHA enfrentava inúmeros problemas. Os Quebec Bulldogs estavam em dificuldades financeiras, enquanto o time mais popular da liga, o 228º Batalhão de Toronto, foi chamado para lutar na Primeira Guerra Mundial. Vários donos de times da liga estavam ficando frustrados com o dono do Toronto Blueshirts, Eddie Livingstone, com quem vinham tendo problemas desde 1915. Antes do início da temporada, os donos dos times de Montreal, Sam Lichtenhein do Wanderers e George Kennedy do Canadiens, ameaçaram retirar os Blueshirts da liga por causa de uma disputa por jogador que Livingstone estava tendo com o 228º Batalhão. Além disso, Livingstone estava em uma disputa com os Ottawa Senators sobre os direitos de Cy Denneny, ao mesmo tempo que Kennedy e Livingstone tinham uma antipatia mútua que ocasionalmente ameaçava entrar em conflito durante as reuniões da liga.
Os demais proprietários usaram a perda do 228º Batalhão como motivo para eliminar os Blueshirts em 11 de fevereiro de 1917. As equipes de Montreal conduziram uma votação para reduzir a NHA a quatro equipes através da remoção dos Blueshirts, ignorando as tentativas de Livingstone de criar um cronograma renovado de cinco equipes. Foi prometido a Livingstone que seus jogadores seriam devolvidos após a temporada. A dispersão dos jogadores dos Blueshirts, organizada pelo secretário da liga, Frank Calder, foi descrita pelo Mail and Empire de Toronto como um "ataque aos jogadores do Blueshirts Toronto". Na mesma reunião, a liga ordenou por meio de votos que Livingstone vendesse os Blueshirts antes de 1º de junho.
Nós não jogamos fora Eddie Livingstone. Esqueça esta ideia.  Isso teria sido ilegal e injusto.  Além disso, não teria sido esportivo. Acabamos de nos demitir e o desejamos um bom futuro com a sua franquia da Associação Nacional. 
—Sam Lichtenhein, como dito ao jornalista esportivo Elmer Ferguson
Em novembro de 1917, com a venda dos Blueshirts de Livingstone ainda não concluída, os demais proprietários perceberam que eram impotentes sob a constituição da NHA para expulsar Livingstone à força, decidiram então suspender a NHA e formar uma nova liga sem Livingstone. Em 26 de novembro de 1917, após seguidas reuniões ao longo do mês com os proprietários da NHA, a Liga de Hóquei Nacional (NHL - National Hockey League) foi criada no Windsor Hotel em Montreal. A nova liga foi representada por Lichtenhein's Wanderers, Kennedy's Canadiens, Tommy Gorman em nome dos Ottawa Senators e Mike Quinn dos Bulldogs. Um novo time em Toronto, sob o controle da Toronto Arena Company, completou a liga de cinco times. A NHL adotou a constituição da NHA e nomeou Calder como seu primeiro presidente. Quebec manteve a adesão à NHL, mas não atuou naquela temporada, assim seus jogadores foram distribuídos por convocação entre as outras equipes.

### Ata da primeira reunião
Em uma reunião de representantes de clubes de hóquei realizada no Windsor Hotel, em Montreal, no dia de  22 de novembro de 1917[,] com os seguintes presentes[,] G. W. Kendall, S. E. Lichtenhein, T. P. Gorman, M. J. Quinn e Frank Calder, foi explicado pelo último nome que, em vista da suspensão das atividades da Associação Nacional de Hóquei do Canadá Limitada (NHA), ele convocou a reunião por sugestão do Quebec Hockey Club para assegurar que certas medidas não fossem tomadas, com o intuito de preservar o jogo de hóquei.
Frank Calder foi eleito para a presidência e uma discussão se seguiu logo após, a qual foi motivada por T. P. Gorman e sustentada por G. W. Kendall [:] "Que os clubes de hóquei Canadien, Wanderer, Ottawa e Quebec se unam para formar a Liga Nacional de Hóquei". A votação foi conduzida.
Foi então sustentado por M.J. Quinn, e apoiado por G.W . Kendall, que: "Esta liga concorda em operar de acordo com as regras e condições que regem o jogo de hóquei conforme prescrito pela NHA (National Hockey Association of Canada Limited)". A votação foi conduzida.
Neste momento, o Sr. W. E. Northey, representando a Toronto Arena Company, pediu para ser admitido na reunião e foi aceito. O Sr. Northey explicou que a as ações que ele representava lhe davam o poder de dizer que, no caso de uma liga ser concebida para conter quatro clubes, o Toronto Arena desejava incluir um time na competição.
Perante esta assertividade, M. J. Quinn, em nome do Quebec Hockey Club, declarou que este último estava disposto a se retirar, desde que um acordo adequado pudesse ser feito em relação aos jogadores, então propriedade do Quebec Hockey Club.
Após discussão, foi unanimemente acordado que os jogadores de Quebec seriam adquiridos pela liga a um custo de $ 700 (setecentos dólares), dos quais 50% deveriam ser pagos ao Quebec Hockey Club pelo clube vencedor do campeonato, 30% pelo segundo colocado e 20% pelo terceiro lugar na competição...
A reunião então procedeu à eleição dos dirigentes. Os seguintes diretores foram eleitos: S. E. Lichtenhein (Wanderers), Martin Rosenthal (Ottawa) e G. W. Kendall (Canadiens); um outro diretor seria nomeado pelo clube de Toronto.

M. J. Quinn foi eleito Presidente Honorário com poder para votar em questões relativas ao bem-estar geral da liga.
Frank Calder foi eleito presidente e secretário-tesoureiro com um salário de $ 800 (oitocentos dólares), sob o acordo de que não poderia existir reparação das suas decisões...
A NHL pretendia ser uma liga temporária, já que os proprietários esperavam remover Livingstone de Toronto para então retornarem à NHA em 1918–19. Mas Livingstone tinha outras ideias, ele estava entrando com ações judiciais contra a nova liga, os donos e os jogadores, na tentativa de manter seu time funcionando. Mesmo assim, a NHL começou a jogar três semanas após sua criação, com os primeiros jogos realizados em 19 de dezembro em Ottawa e Montreal. Embora não tenha conhecimento dos tempos precisos da disputa, a derrota do Montreal Wanderers por 10–9 para o Toronto Arenas na Montreal Arena é considerada o primeiro jogo da liga, com Dave Ritchie do Wanderer marcando o primeiro gol da nova liga e o goleiro Bert Lindsay conquistando a primeira vitória. O jogo de Montreal foi anunciado para começar às 20h15, antes da partida de Ottawa marcada para começar às 20h30. Além disso, os relatórios do jogo indicaram que o jogo de Montreal começou no horário, enquanto que o jogo de Ottawa entre os Canadiens e Senators (vencidos pelos Canadiens por 7–4) foi atrasado por uma divergência contratual. Cem anos depois, o aniversário das primeiras partidas seria comemorado no jogo ao ar livre NHL 100 Classic em Ottawa, na data de 16 de dezembro de 2017, entre os Senators e Canadiens (desta vez vencido pelos Senators por 3 a 0).

### Primeiros Anos
A primeira superestrela da NHL foi "Phantom" Joe Malone. Duas vezes campeão de pontuação da NHA, Malone marcou cinco gols para o Montreal Canadiens em uma vitória por 7–4 sobre o Ottawa Senators na noite de abertura da NHL. Como líder da liga em 1917–18, Malone registrou 44 gols em 20 jogos. Ele liderou novamente a NHL em pontuação em 1919–20, marcando 39 gols em 24 jogos com Quebec. Durante aquela temporada, em 20 de janeiro de 1920, Malone marcou sete gols em uma partida contra o Toronto St. Patricks, um recorde que permanece até hoje. Malone foi eleito para o Hockey Hall of Fame em 1950.
O primeiro gol na história da NHL foi marcado por Dave Ritchie do Montreal Wanderers a um minuto do jogo que culminou na vitória por 10–9 sobre o Toronto, sendo a única conquista que o Wanderers registrou na NHL. Em 2 de janeiro de 1918, um incêndio destruiu a Montreal Arena, casa dos Wanderers e dos Canadiens. Enquanto os Canadiens se mudaram para a Jubilee Arena de 3.000 lugares, Lichtenhein optou por retirar os Wanderers, citando a falta de jogadores disponíveis por causa da guerra. A NHL continuou como uma liga de três times até o retorno de Quebec voltou a ela em 1919.
Em seus primeiros anos, a NHL manteve o formato de temporada dividida da NHA. Nas eliminatórias de 1918 para a Taça O'Brien, os Canadiens, campeões da primeira metade, perderam para o time Toronto, campeão da segunda metade, com uma pontuação acumulada de 10-7 em uma série de dois jogos completa de gols. A vitória deu ao Toronto o direito de enfrentar a equipe campeã da Pacific Coast Hockey Association, o Vancouver Millionaires, na final da Copa Stanley. Os Torontos derrotaram Vancouver para se tornar o primeiro time da NHL a vencer a Copa.
Os Canadiens venceram o campeonato da NHL sobre os Senators em 1918–19 e viajaram para o oeste para enfrentar o campeão do PCHA, o Seattle Metropolitans. A série é mais lembrada por seu cancelamento devido à pandemia de gripe espanhola, com a série empatada a duas vitórias, duas derrotas e um empate (2–2–1). Vários jogadores de ambas as equipes ficaram doentes, levando as autoridades sanitárias de Seattle a cancelar o sexto e decisivo jogo. O defesa do Canadiens, Joe Hall, morreu em consequência da gripe em 5 de abril de 1919.
Enquanto isso, o campeão atual Toronto terminou em último lugar em ambas as metades da temporada 1918–19. Em 20 de fevereiro de 1919, Toronto informou à liga que estava se retirando da competição. A NHL evitou ser reduzida a duas equipes para a temporada 1919-20, quando a equipe foi reorganizada tal como o Toronto St. Patricks. A franquia Quebec (conhecida na temporada como Quebec Athletic Club) também retornou, aumentando a liga para quatro times. O clube de Quebec registrou um recorde de 4–20 na temporada 1919–20, apesar do retorno de Malone. Foi a última temporada da franquia na cidade de Quebec, que mudou-se em 1920 para Hamilton, Ontário, para se tornar o Hamilton Tigers.
Durante todo esse tempo, Livingstone continuava tentando reviver a NHA, e convocou reuniões da liga em 20 de setembro e 11 de dezembro de 1918, nas quais representantes dos Canadiens, Senators e Wanderers determinaram encerrar a liga passada permanentemente.

### Competição com a WCHL

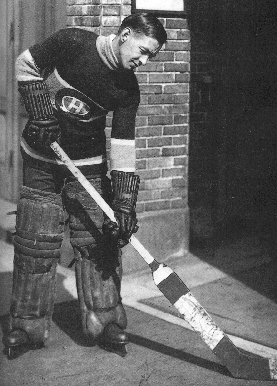
Georges Vezina jogou 16 temporadas pelo Montreal Canadiens entre 1910 e 1925. O Troféu Vezina leva o seu nome.

A partir de 1921, a NHL enfrentou a concorrência de uma terceira grande liga, a Liga de Hóquei do Canadá Ocidental (WCHL - Western Canada Hockey League), sediada nas pradarias canadenses. Com três ligas competindo por talentos, os jogadores de hóquei no gelo estavam entre os atletas mais bem pagos da América do Norte. Os seus salários eram equivalentes aos dos melhores jogadores da Liga Principal de Beisebol naquela época. O WCHL sobreviveu apenas por seis temporadas, fundindo-se com o PCHA (Pacific Coast Hockey Association) em 1924, mas desafiou a NHL pela Copa Stanley (Stanley Cup) quatro vezes. Nas Finais da Stanley Cup de 1923, o Ottawa Senators derrotou os Edmonton Eskimo após eliminar o Vancouver Millionaires da PCHA. Em 1924, os Canadiens derrotaram o PCHA's Millionaires e o WCHL's Calgary Tigers com duas vitórias sem levar gol (shutouts), devido à força do bloqueio de Georges Vezina e a ofensiva potente exibida pelo atacante novato Howie Morenz.
Em 1924–25, o Hamilton Tigers terminou em primeiro lugar na NHL após quatro últimos lugares consecutivos. Enquanto os Canadiens e o St. Patricks se prepararam para jogar em uma rodada eliminatória da semifinal, os jogadores do Tigers, chateados com o fato de que a equipe teve um lucro considerável apesar de alegar dificuldade financeira, entraram em greve exigindo um bônus individual de C$ 200 para as eliminatórias. Ameaçados de multas, suspensão e possível processo judicial do presidente da liga, Frank Calder, os jogadores, comandados por Billy Burch e Shorty Green, se mantiveram firmes. Calder então suspendeu todo o time e declarou Montreal o campeão da NHL depois de derrotar Toronto na semifinal.
Os Canadiens enfrentaram o Victoria Cougars, então da WCHL, nas Finais da Copa Stanley de 1925. Victoria derrotou Montreal por três jogos a um, à melhor de cinco finais. Ao fazer isso, eles se tornaram o último time não pertencente à NHL a vencer a Copa Stanley. A WCHL encerrou suas operações um ano depois, com seus ativos adquiridos pela NHL por $ 300.000. Enquanto isso, os direitos dos jogadores do Tigers foram comprados por $ 75.000 pelo mafioso de Nova York, Bill Dwyer, para abastecer o seu clube em expansão, o New York Americans. Os Americans começaram a jogar em 1925, substituindo os Tigers.

### A expansão durante os anos 20
A NHL cresceu para seis equipes em 1924, acrescentando um segundo time de Montreal, o Maroons, e o primeiro time americano, o Boston Bruins. Os Bruins foram comprados por Charles Adams, um investidor de supermercados que desenvolveu interesse pelo hóquei durante as primeiras eliminatórias da Stanley Cup, e que pagou $ 15.000 pelo time. Os Maroons foram concebidos para substituir os Wanderers e atrair a população inglesa de Montreal. O primeiro jogo da NHL disputado nos Estados Unidos, em 1º de dezembro de 1924, foi uma vitória de 2 a 1 dos Bruins sobre os Maroons se deu na Boston Arena, um recinto de hóquei no gelo que ainda existe até hoje, e é atualmente utilizado para Hóquei Universitário Americano e outros esportes universitários de lugares fechados.
O Montreal Forum, que nas décadas posteriores se tornou sinônimo dos Canadiens, foi construído em 1924 para abrigar os Maroons. Os Canadiens se mudaram para o Fórum somente dois anos mais tarde. O Fórum sediou sua primeira final da Copa Stanley no seu segundo ano de funcionamento, quando os Maroons derrotaram o Victoria Cougars da WCHL nas Finais da Stanley Cup de 1926, a última vez que um time não pertencente à NHL disputou a Taça.

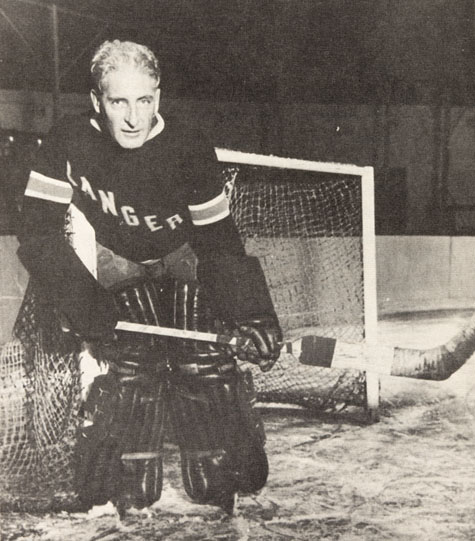
O técnico do New York Rangers, Lester Patrick, foi forçado a jogar no gol nas finais da Copa Stanley de 1928.

O New York Americans começou a jogar em 1925, junto com a terceira equipe americana da NHL, o Pittsburgh Pirates. Foram acrescentadas mais três equipes na temporada 1926–27. Tex Rickard, administrador do recém-construído Madison Square Garden (concluído em 1925), permitiu com relutância os Americans em sua arena no ano anterior. No entanto, os Americans eram tão populares em Nova York que ele sentiu que sua arena poderia abrigar um segundo time. Assim sendo, os New York Rangers foram concedidos a Rickard em 15 de maio de 1926. Em novembro daquele ano, a liga anunciou que as cidades de Detroit e Chicago iriam adquirir novos times. Detroit comprou os ativos do Victoria Cougars para assegurar o crescimento do Detroit Cougars. Os jogadores do Portland Rosebuds foram vendidos ao magnata do café Frederic McLaughlin, para abastecer sua nova equipe Chicago Black Hawks. As três novas franquias aumentaram a NHL para dez equipes.
Os Rangers chegaram às Finais da Copa Stanley de 1928 contra os Maroons apenas na sua segunda temporada. Lorne Chabot se machucou no início do segundo jogo da série, deixando os Rangers sem goleiro. Como os Maroons não estavam dispostos a permitir que os Rangers o substituísse por um goleiro que assistia das arquibancadas do Fórum de Montreal, o técnico dos Rangers, Lester Patrick, foi forçado a ir para o gol por conta própria. Defesa durante seus tempos de jogador, Patrick, de 44 anos, permitiu apenas um gol em 19 chutes, o que levou os Rangers a vencer o jogo na prorrogação por 2–1. No dia seguinte, os Rangers contrataram o goleiro do New York Americans, Joe Miller, e foram à vitória da Copa Stanley em cinco jogos.

## Conn Smythe e o Toronto Maple Leafs

### As batalhas judiciais de Livingstone
Ao longo da primeira década da NHL, Eddie Livingstone continuou a pressionar no tribunal a reivindicação sobre os seus direitos na franquia de Toronto. Em 18 de outubro de 1923, a Suprema Corte de Ontário concedeu a Livingstone uma indenização de $ 100.000. O proprietário do St. Patrick, Charlie Querrie, fez várias tentativas para impedir que Livingstone recebesse suas compensações. Em 1923, ele transferiu a propriedade de seu time para sua esposa, Ida, tornando-a a primeira mulher proprietária de uma franquia na história do hóquei no gelo. O prêmio de $ 100.000 foi posteriormente reduzido para $ 10.000 pelo Tribunal de Apelações de Ontário, fazendo com que Livingstone apelasse para a mais alta corte do Império Britânico, o Comitê Judicial do Conselho Privado em Londres, Inglaterra; que por sua vez, negou a apelação de Livingstone.
Apesar das indenizações reduzidas, os Querries consideraram as pressões para cumprir suas obrigações com Livingstone fortes demais. Desta forma, colocaram o St. Patricks à venda em 1927. Em 14 de fevereiro de 1927, o St. Patricks foi vendido por $160.000 a um grupo representado por Conn Smythe, apesar de uma oferta potencialmente maior de um grupo sediado na Filadélfia. Uma das primeiras medidas tomadas por Smythe foi mudar o nome do time para Toronto Maple Leafs.
Quando Smythe comprou o Leafs, ele prometeu que o time ganharia a Copa Stanley em cinco anos. Por esta razão, Smythe queria trazer uma estrela para ajudar seu time. Em 1930, com o Ottawa Senators em dificuldades financeiras devido à Grande Depressão, o craque King Clancy foi posto à venda. Os sócios de Smythe só podiam oferecer $ 25.000 pela estrela defensiva de Ottawa, metade do preço pedido pelos Senators. Em uma tentativa de arrecadar dinheiro, Smythe inscreveu Rare Jewel, um cavalo de corrida puro-sangue que possuía, no Coronation Futurity Stakes com chances de 106–1. Rare Jewel venceu a corrida, rendendo mais de $ 15.000 à Smythe. Smythe então adquiriu Clancy por $ 35.000 e mais dois jogadores por $ 15.000, o que foi um preço sem precedentes a pagar por um jogador. Foi também a única corrida que Rare Jewel venceu na vida.

### "A Loucura de Smythe"

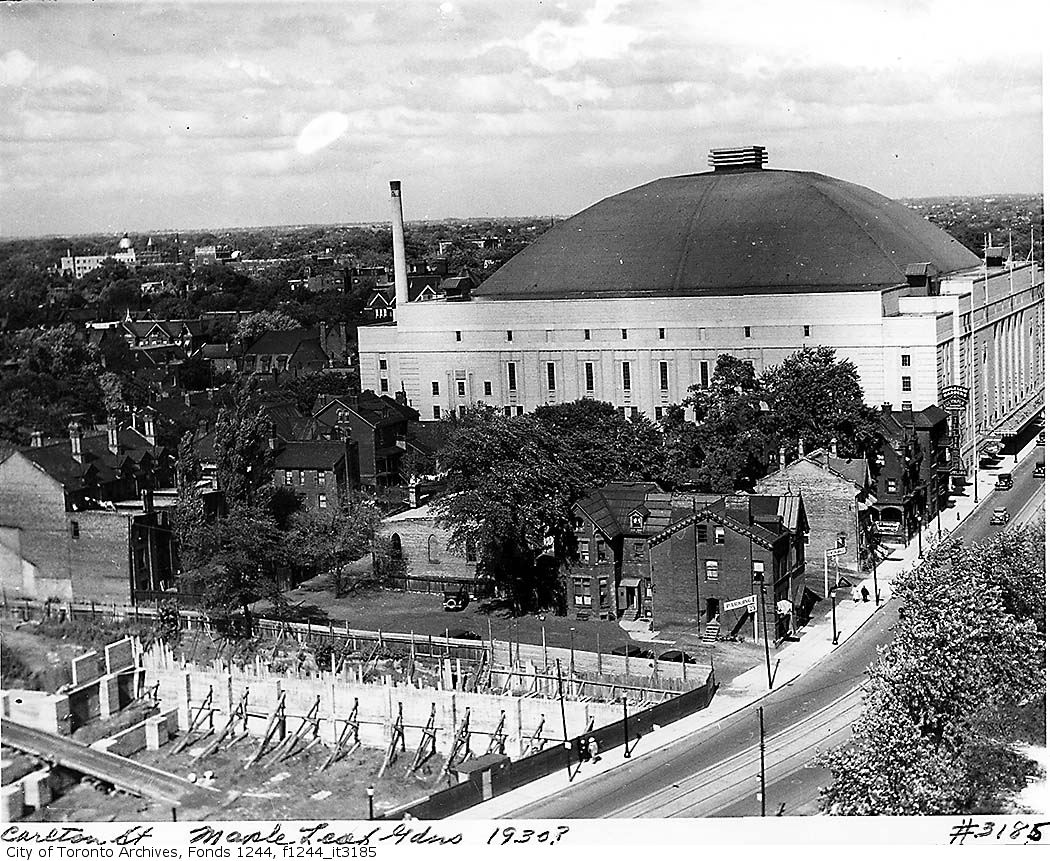
O Maple Leaf Gardens em 1934

Smythe também idealizou a construção de um novo espaço para sua equipe. Descreveu-o como "um lugar onde as pessoas possam ir em trajes de noite, se quiserem vir para uma festa ou jantar... um lugar onde as pessoas pudessem se orgulhar de trazer suas esposas ou namoradas", isso o levou a comprar um terreno, localizado esquina da rua Church com a rua Carlton, da rede de lojas de departamentos Eaton por $ 350.000. Os céticos argumentaram que Smythe nunca conseguiria construir a arena, tampouco enchê-la, já que a Grande Depressão estava em pleno vapor. Referiam-se ao projeto como "a loucura de Smythe". Para ajudar a financiar o projeto, os Leafs convenceram os trabalhadores da construção civil a aceitar 20% de seus salários em ações da arena. Apenas 4 meses e meio após o início das obras, o Maple Leaf Gardens foi inaugurado em 12 de novembro de 1931. Com lotação esgotada, muitos na multidão de mais de 13.000 pessoas usavam roupas de noite em resposta ao objetivo declarado de Smythe de construir a arena. Em 1932, cinco anos após a promessa de Smythe, os Leafs venceram a Copa Stanley sobre o Rangers em três jogos.
O Maple Leaf Gardens também possuía como destaque a famosa "gôndola", uma cabine de transmissão especialmente construída para Foster Hewitt. Hewitt começou a transmitir jogos de hóquei em 1923 na CFCA, uma estação de rádio de propriedade de seu pai, W.A. Hewitt; uma tarefa que ele não queria inicialmente. Smythe apoiou a transmissão dos jogos dos Leafs, ao contrário dos proprietários de outras equipes, que temiam que a transmissão de jogos no rádio reduzisse as receitas de bilheteria. Em 1931, Hewitt havia se estabelecido como a voz do hóquei no Canadá com sua famosa frase de efeito: "he shoots, he scores!" (ele lança, ele acerta!), escutado pela primeira vez na Transmissão Nacional de Hóquei da General Motors na rede da Rádio CNR. Em 1º de janeiro de 1933, as transmissões dos Leafs foram escutadas em todo o Canadá em 20 estações da sucessora da CN Radio, a Canadian Radio Broadcasting Commission (hoje a Canadian Broadcasting Corporation). As transmissões de Hewitt rapidamente atraíram audiências de mais de um milhão de ouvintes e foram as precursoras da Hockey Night in Canada, uma tradição de sábado à noite que se mantém até hoje.

### O jogo beneficente Ace Bailey
Em 13 de dezembro de 1933, o defesa do Bruins, Eddie Shore, atordoado após o que pensou ser uma marcação de Ace Bailey, do Toronto, atacou este último jogador por trás, lançando Bailey ao ar e causando-lhe uma grave fratura craniana após ter caído de cabeça. O golpe foi tão violento que Bailey recebeu os últimos ritos antes de ser transportado para o hospital em Boston. Neurocirurgiões operaram-no durante a noite para salvar sua vida; no entanto, o prognóstico de Bailey foi tão sombrio que os jornais matinais publicaram seu aviso de falecimento. Bailey sobreviveu, mas nunca mais jogou profissionalmente. Shore acabou cumprindo uma suspensão de 16 jogos pelo golpe e escapou de ser acusado por homicídio culposo se Bailey morresse.

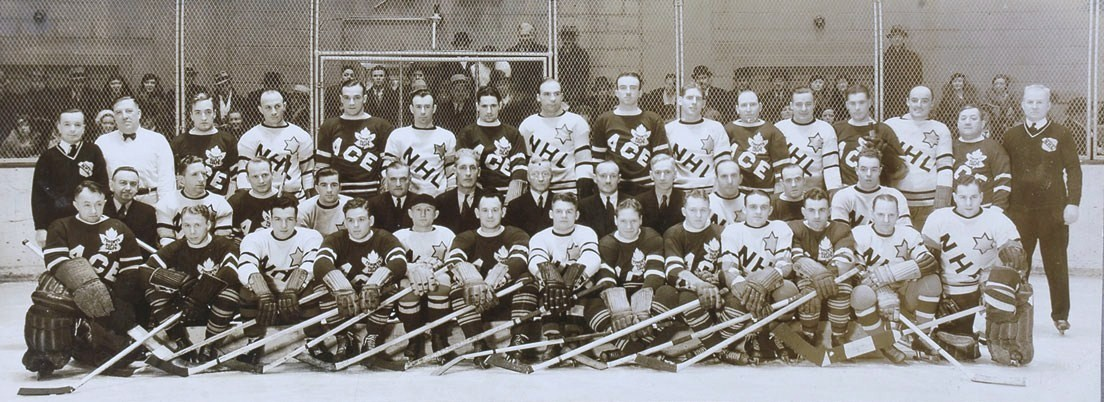
Participantes do jogo beneficente Ace Bailey

Com o intuito de arrecadar dinheiro para a recuperação de Bailey, o Maple Leaf Gardens sediou o Ace Bailey All-Star Benefit Game em 14 de fevereiro de 1934. O Maple Leafs derrotou um time de estrelas restante da liga por 7–3 enquanto angariavam mais de $ 20.000. Antes do jogo, os Leafs anunciaram que nenhum jogador de Toronto voltaria a usar o número 6 de Bailey; foi a primeira vez na história da NHL que um time retirou o número da camisa de um jogador. Também antes da partida, cada jogador saiu e apertou a mão de Bailey ao receber sua camisa de estrela. O último jogador a fazê-lo foi Eddie Shore. A multidão, que ficou em silêncio quando Shore se aproximou, explodiu em aplausos quando Bailey estendeu a mão ao seu atacante. Elmer Ferguson descreveu o momento como "o acontecimento mais dramático que já vi no hóquei".

## A Grande Depressão

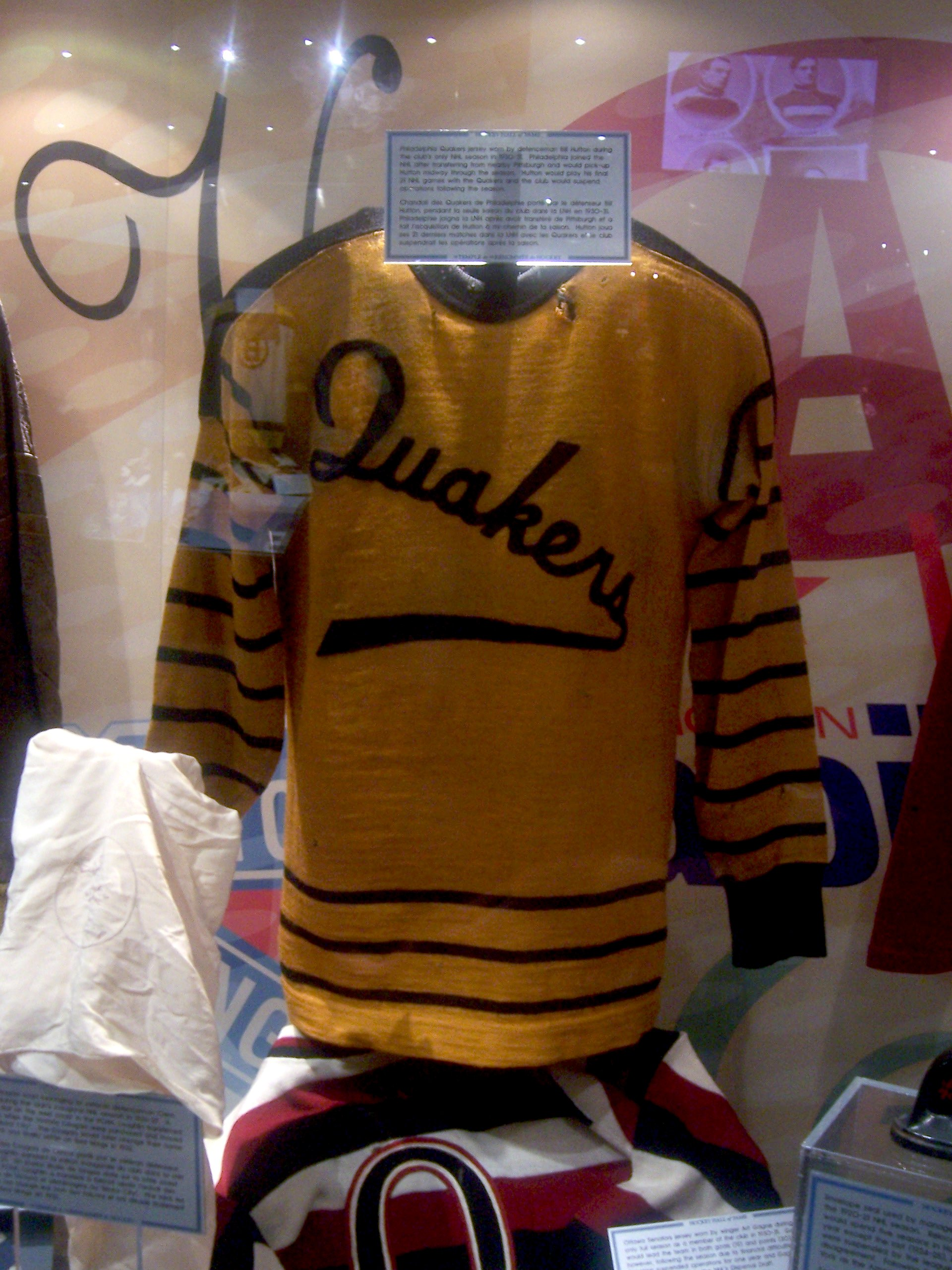
O suéter do Philadelphia Quakers, na temporada 1930–31; os Quakers foram uma das quatro franquias a falir entre 1931 e 1942.

Enquanto Smythe construía o Maple Leaf Gardens, várias outras equipes enfrentavam dificuldades financeiras. No final da temporada de 1929–30, o Pittsburgh Pirates, que tinha uma dívida de US$ 400.000, mudou-se para a Filadélfia para se tornar o Philadelphia Quakers. Os Quakers duraram apenas uma temporada antes de suspenderem suas atividades em 1931, juntamente com o Ottawa Senators. Os Quakers nunca mais retornaram, mas Ottawa retomou suas atividades em 1932–33. Os Senators continuaram a ter dificuldades e, apesar da promessa de Calder em 1934 de que os Senators nunca deixariam "seu berço do hóquei no Canadá", o time foi transferido para o sul para se tornar o St. Louis Eagles. Os Eagles jogaram apenas um ano em St. Louis antes de pedirem autorização para suspender as atividades. A liga recusou e, em vez disso, comprou e dissolveu a equipe. Os jogadores do Eagles foram dispersos entre os demais times. Foi anunciado que a NHL seria uma liga de oito times na temporada 1935–36.
A franquia dos Canadiens foi posta à venda naquele verão, após registrar perdas de $ 60.000 nas duas temporadas anteriores. Mais de quarenta mil famílias e 150.000 indivíduos estavam recebendo assistência social em Montreal. Os proprietários Leo Dandurand e Joseph Cattarinich negociaram com A. C. Sutphin a venda o clube e sua transferência para Cleveland. Pouco antes da temporada, um grupo de empresários locais de Montreal, liderado por Maurice Forget e Ernest Savard, se apresentou para comprar o clube e impedir a transferência.

### Howie Morenz
A liga reduziu seu teto salarial para $ 62.500 por equipe e $ 7.000 por jogador ao mesmo tempo. Vários craques bem pagos foram negociados, enquanto os times tentavam se manter dentro do limite de gastos. O maior nome era Howie Morenz do Montreal, três vezes vencedor do Troféu Hart, duas vezes líder em pontuação e o rosto dos Canadiens. Atraindo apenas 2.000 torcedores por jogo em uma arena com capacidade para 10.000, o dono dos Canadiens, Léo Dandurand, enviou sua estrela para o Black Hawks. Os torcedores do Montreal expressaram sua opinião sobre o acordo, aplaudindo Morenz de pé quando este marcou contra o Canadiens no último dia da temporada de 1935. Menos de duas temporadas depois, Morenz foi trocado de volta para Montreal após uma breve passagem pelos Rangers.
Em 28 de janeiro de 1937, um dos patins de Morenz ficou preso no gelo enquanto ele era marcado por Earl Seibert do Chicago; ele quebrou a perna em quatro lugares. Em 8 de março, Morenz morreu de embolia coronária. O companheiro de equipe de Morenz, Aurèle Joliat, tinha uma explicação diferente para sua morte: "Howie adorava jogar hóquei mais do que qualquer outra pessoa e, quando percebeu que nunca mais jogaria, não conseguiu lidar com isso. Acho que Howie morreu de coração partido". No dia de seu funeral, 50.000 pessoas passaram pelo caixão de Morenz na pista de gelo central do Fórum de Montreal para prestar suas últimas homenagens ao homem que a mídia chamava de "o Babe Ruth do hóquei". Um jogo beneficente realizado em novembro de 1937 arrecadou $ 20.000 para a família de Morenz enquanto o NHL All-Stars derrotava o Montreal Canadiens por 6–5. Morenz foi um dos primeiros jogadores eleitos para o Hockey Hall of Fame quando este foi criado em 1945.

### A equipe "100% Americana" de Chicago

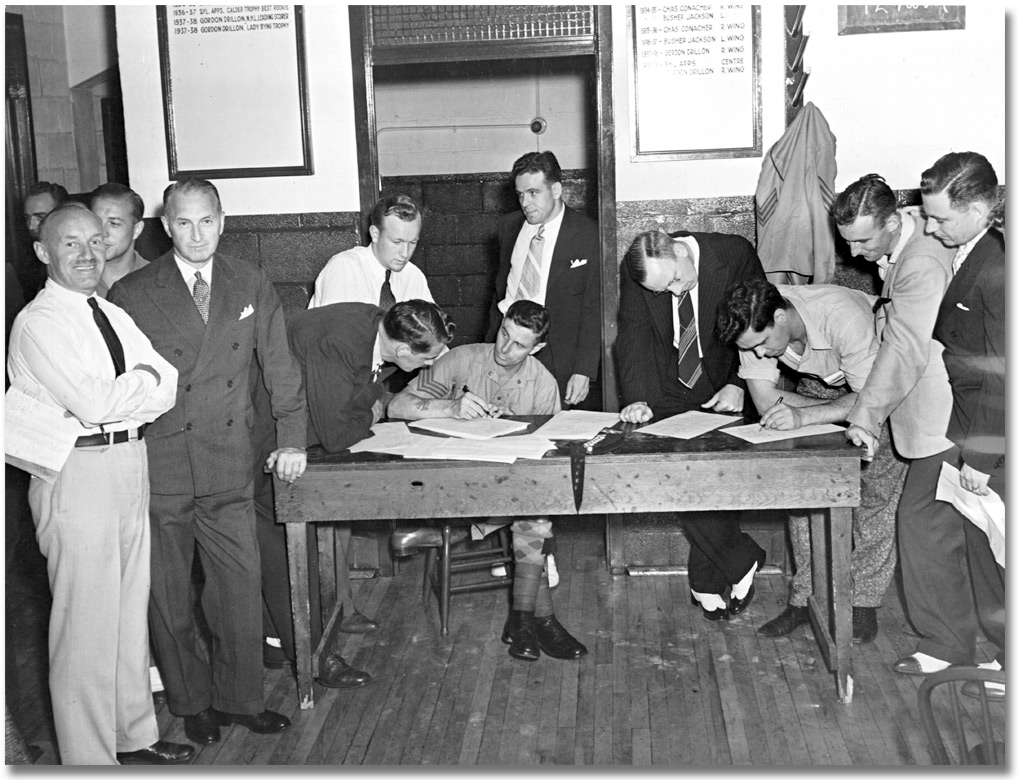
Conn Smythe, alistando-se no exército canadense em 1939.

Em meados da década de 1930, o proprietário do Black Hawks e ferrenho nacionalista americano, Frederic McLaughlin, ordenou que seu gerente-geral montasse um time só com jogadores americanos. Na época, Taffy Abel era o único jogador nascido nos Estados Unidos que jogava regularmente na liga. O Black Hawks contratou o árbitro Bill Stewart da Major League Baseball (Liga Principal de Beisebol), para ser o primeiro técnico americano na história da NHL. Eles foram liderados ao seu propósito por Mike Karakas, de Minnesota, um dos oito americanos em uma escalação de 14 jogadores. O time "All-American" ("100% americano") do Black Hawks de 1937–38 venceu apenas 14 dos 48 jogos, terminando em terceiro na divisão americana. Nas eliminatórias (playoffs), no entanto, os Hawks derrotaram ambos Canadiens e Americans para chegar à final da Copa Stanley contra o favorito Maple Leafs.
No primeiro jogo da final, os Hawks foram forçados a usar o goleiro Alfie Moore da liga secundária, depois que Karakas quebrou um dedo do pé. Moore levou o Hawks a uma vitória por 3–1 antes de ser considerado inelegível para jogar o resto da série pela NHL. Depois que o Chicago perdeu o segundo jogo, Karakas regressou com uma bota de biqueira de aço e levou os Hawks às vitórias nos jogos três e quatro, e à vitória na Copa Stanley. O Black Hawks de 1938 continua sendo o único time na história da NHL que venceu a Copa Stanley mesmo perdendo a marca da temporada regular.

### Liga de seis times
Nas finais da Copa Stanley de 1942, o favorito Maple Leafs viu-se inicialmente incapaz de conter a estratégia do quinto colocado Red Wings, de lançar o disco para a zona ofensiva e depois persegui-lo, perdendo assim os três primeiros jogos da final. A tática de "lançar e perseguir" de Jack Adams levou o goleiro dos Leafs, Turk Broda, a declarar os Wings "imbatíveis". No entanto, Toronto se recuperou, vencendo os quatro jogos finais e a Copa Stanley. Os Leafs de 1942 continuaram sendo o único time na história da NHL a se recuperarem de uma desvantagem de 3 a 0 para vencerem uma série de campeonatos.
Em dificuldades financeiras e incapazes de competir com os Canadiens pelo apoio dos torcedores em Montreal, os Maroons suspenderam as atividades antes da temporada de 1938-39, depois de ter-lhes sido negada a autorização para se mudarem para St. Louis. Seis jogadores do Maroons foram transferidos para os Canadiens, enquanto três foram vendidos para o Black Hawks. Os Americans, também passando por dificuldades em Nova York e sob o controle da liga, foram entregues ao Red Dutton em 1940, mediante ordens para melhorar as finanças do clube. Em 1942, 90 jogadores deixaram a NHL para o serviço ativo durante a Segunda Guerra Mundial. Em continuidade aos desafios financeiros, e devido à falta de jogadores, os Americans foram suspensos antes da temporada 1942–43. Assim começou o que ficou conhecido como a era dos "Original Six" ("Seis Originais") da Liga Nacional de Hockey.

## Regras e Inovações

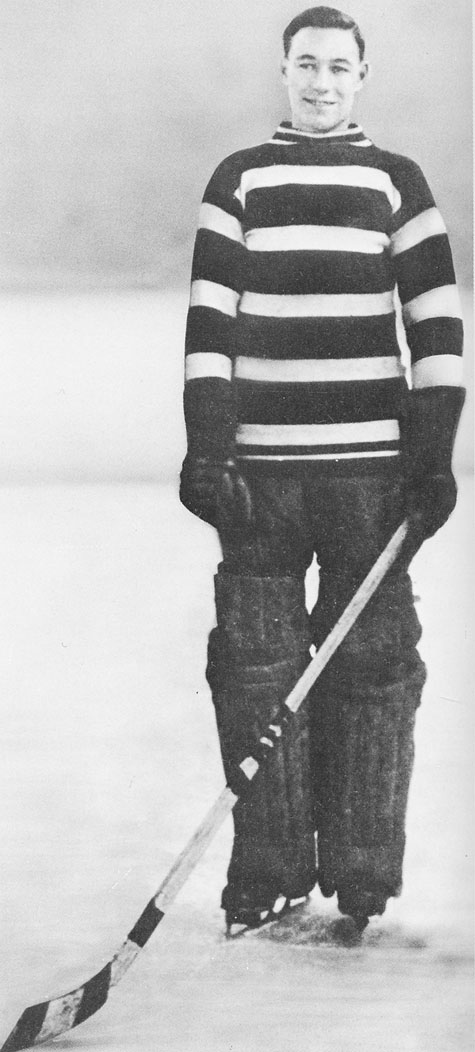
Clint Benedict, revelado em 1923, o primeiro goleiro a usar proteção facial em um jogo em 1930

A década de 1920 assistiu a inúmeras inovações de regras à medida que o esporte evoluía. O Ottawa Senators ganhou três Copas Stanley no início da década de 1920, recorrendo a uma defesa forte e ao goleiro Clint Benedict, que registrou um recorde de cinco balizas a zero em uma temporada de 24 jogos em 1921. Os Senators empregaram uma estratégia em que mantinham ambos defesa e atacante na sua própria zona o tempo todo depois de ganharem uma vantagem. Após o terceiro campeonato dos Senators em 1924, Frank Calder tornou ilegal a presença de mais de dois jogadores em sua zona defensiva se o disco ali não estivesse.
No entanto, a defesa continuou a dominar o jogo a partir de 1928–29, com uma média de menos de três gols por jogo. O goleiro dos Canadiens, George Hainsworth, estabeleceu um recorde - nunca superado - da liga com 22 balizas a zero em apenas 44 jogos. Com isso, a liga permitiu o uso do passe para frente em todas as zonas a partir de 1929; anteriormente, o passe para frente só era permitido nas zonas defensiva e neutra. A mudança fez com que o ataque aumentasse para 6,9 o número de gols por jogo no primeiro terço da temporada, já com os jogadores começando a estacionar na linha de gol do adversário. A liga então reagiu introduzindo a regra de impedimento no início da temporada 1929-1930, barrando jogadores ofensivos de entrar na zona do oponente antes do disco. Apesar disso, Cooney Weiland, Dit Clapper e Howie Morenz quebraram a marca de 40 gols, tornando-se nos primeiros jogadores a fazê-lo desde que Joe Malone marcou 44 na primeira temporada da NHL.
O regulador do Boston Bruins, Charles Adams, há muito não gostava da tática defensiva de lançar o disco ao longo de toda a extensão do gelo ("icing"; 'congelando' em português) para aliviar a pressão. Depois de o New York Americans ter feito icing 61 vezes em uma vitória por 3–2 em Boston, durante a temporada de 1936–37, Adams prometeu que se certificaria de que os Bruins jogariam com um estilo semelhante em Nova York. Cumprindo a sua palavra, os Bruins "congelaram o disco" 87 vezes em um empate por 0-0 no Madison Square Garden. A NHL introduziu a regra do icing na temporada seguinte, convocando um faceoff (paralisação do jogo com disputa para recuperar a posse do disco) na zona defensiva do time ofensivo após cada infração.
Benedict tornou-se o primeiro goleiro a usar proteção facial durante um jogo, ao colocar uma máscara de couro para proteger um nariz quebrado em 20 de janeiro de 1930. A máscara obscureceu a visão de Benedict, que a abandonou logo em seguida. Mais tarde naquela temporada, Benedict foi novamente atingido por um disco, encerrando efetivamente sua carreira na NHL. Esta não foi a primeira tentativa de mudar a forma como os goleiros jogavam sua posição. Quando a NHL foi formada, a liga abandonou a regra que proibia os goleiros de pularem para fazer uma defesa. Enquanto a NHA impunha uma multa de $ 2 toda vez que um goleiro pulasse, Calder descartou esta ideia para a NHL. Ele foi citado como tendo dito: "no que me diz respeito, eles podem ficar de cabeça para baixo se quiserem". A frase se tornou, e continua sendo até hoje, uma forma popular de descrever um goleiro que faz um bom jogo.
Art Ross foi um dos primeiros inovadores do jogo. Ele projetou redes arredondadas que se tornaram o padrão da liga, substituindo as antigas redes de fundo quadrado. Ele também defendeu com sucesso o uso de discos de borracha sintética em vez de borracha verdadeira. No entanto, algumas das invenções de Ross não vingaram. Ross inventou um disco com bordas arredondadas que foi rejeitado depois que os goleiros reclamaram de sua instabilidade no gelo. Ele também criou um taco de hóquei de duas peças, com um eixo de metal e lâminas de madeira substituíveis. A ideia não pegou na época, mas foi precursora dos modernos bastões de composite utilizados hoje em dia.

## Linha do tempo
Notas
- Toronto Maple Leafs conhecido como St. Patricks (1919–1927)
- Detroit Red Wings conhecido como Cougars (1926–1930) e Falcons (1930–1932)
- New York Americans conhecido como Brooklyn Americans (1941–1942)
- "SC" denotes venceu a Stanley Cup